# چسبندگی (دانش رایانه)

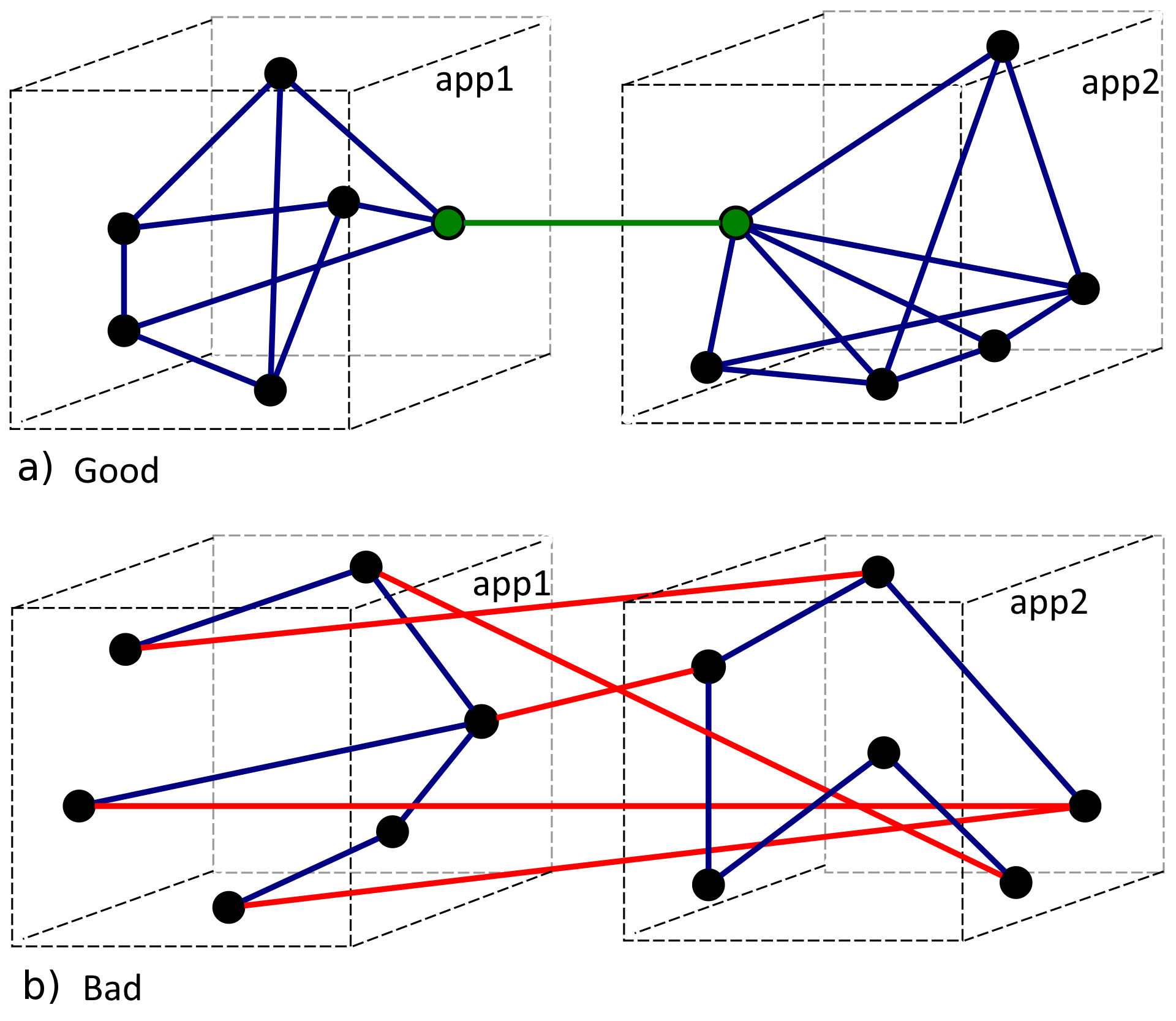
مفهوم شماتیک چسبندگی یا انسجام مابین دو ماژول از یک نرم‌افزار

چسبندگی یا انسجام (به انگلیسی: Cohesion) به میزان مرتبط بودن اجزاء درون یک ماژول گفته می‌شود. هر چه بخش‌های مختلف داخلی یک ماژول به لحاظ مفهومی ارتباط بیشتری با موضوع اصلی آن داشته باشند، نشان دهنده آن است که میزان چسبندگی اجزاء آن ماژول بالا بوده و لذا از طراحی مناسبی برخوردار است. رعایت میزان چسبندگی ماژول‌ها به توازن فشار و توزیع بار عملیاتی در سطح سیستم‌های بزرگ به ویژه سامانه‌های سازمانی کمک قابل توجهی خواهد نمود.

## انواع چسبندگی
انواع چسبندگی، به ترتیب از بدترین تا ایده‌آل‌ترین آن عبارتند از:

### تصادفی (Coincidental)
قسمت هایی از یک ماژول به طور خودسرانه گروه بندی می شوند. تنها رابطه بین قسمت ها این است که آنها با هم گروه بندی شده اند. این نوع چسبندگی بدترین نوع انسجام در یک ماژول محسوب می شود.

### منطقی (Logical)
قسمت هایی از یک ماژول تنها به لحاظ منطقی گروه بندی می شوند. حتی اگر از نظر طبیعت متفاوت باشند.

### موقتی (Temporal)
قسمت های یک ماژول بر مبنای پردازش گروه بندی شده و قطعات در زمان خاصی در اجرای برنامه پردازش می شوند.

### رویه ای (Procedural)
قطعات یک ماژول به این دلیل گروه بندی می شوند که همیشه از دنباله خاصی یک اجرای پیروی می کنند.

### ارتباطی/اطلاع‌رسانی (Communicational/informational)
قطعات یک ماژول به دلیل کار با داده های مشترک، گروه بندی می شوند.

### دنباله ای (Sequential)
قطعات یک ماژول به این دلیل دسته بندی می شوند که خروجی از یک قسمت ورودی به بخش دیگری مانند یک خط مونتاژ است.

### عملکردی (Functional)
قطعات یک ماژول به این دلیل گروه بندی می شوند که همه آنها به یک وظیفه خوب و تعریف شده ماژول کمک می کنند. این نوع چسبندگی بهترین نوع انسجام در یک ماژول محسوب می شود.